# Hein Schoemaker
Hendrikus Johannes (Hein) Schoemaker (Deventer, 11 maart 1912 - ?) was een Nederlands politicus. 
Hij werd geboren als zoon van Antonius Johannes Schoemaker (1877-1952) en Maria Hendrina Johanna Ganzeboom (1881-1925). Zijn vader was wethouder in Deventer en Eerste Kamerlid voor de RKSP. Zelf was hij, toen hij in Amsterdam woonde, ambtenaar bij het departement van Sociale Zaken. H.J. Schoemaker werd in 1946 benoemd tot burgemeester van Groenlo. Hij was gearresteerd vanwege mogelijke verduistering en na enige tijd met ziekteverlof te zijn geweest werd hem begin 1955 op eigen verzoek ontslag verleend als burgemeester van Groenlo. Later woonde hij in Arnhem. 